# Демір-Капу
Демі́р-Капу́ (крим. Demir Qapı) — гірська вершина в центральній частині Головного пасма Кримських гір, на південному заході Нікітської яйли.
Висота до 1540 м, друга за висотою після г. Роман-Кош (1545) вершина Кримських гір. Обмежена з північного сходу зниженням Гурзуфського сідла. Південно-східний схил пологий, південно-західний — скелястий, крутий.
Складається з вапняків. Схили та вершина безлісі, вкриті різнотравною гірсько-лучною рослинністю. Належить до Кримського заповідно-мисливського господарства.

## Загальний опис
Назва гори в дослівному перекладі з кримськотатарської мови означає «залізні ворота» (demir — «залізо», qapı (діалектний варіант qapu) — «двері», «ворота»). Ймовірно, воно походить від назви вузької частини яйли, що розташовується в півтора кілометрах на схід від вершини (цю назву наводить відомий краєзнавець М. А. Головкинський у своєму путівнику від 1894; в той же час використання подібної назви для вузьких проходів і ущелин в Криму — не рідкість).
Вершина являє собою конусовидное піднесення яйли, витягнуте приблизно в напрямку північ-південь. Західні схили вершини пологі, східні — кілька більш круті, зі східчастими скельними уступами. Вершина і її схили вкриті трав'янистою рослинністю, деревний покрив відсутній. Гора складена мергельними вапняками.
Вершина розташовується на території Кримського природного заповідника, тому відвідування її обмежене. У двох кілометрах на захід від Демір-Капу розташовується четверта за висотою вершина Кримських гір — Кемаль-Егерек, а приблизно в півтора кілометрах на південний схід — вихід на Романівське шосе і Альтанка вітрів.